# Altstadt (Stadtbezirk)
Der Stadtbezirk Altstadt ist ein Stadtbezirk im Zentrum der sächsischen Landeshauptstadt Dresden. Mit Wirkung vom 13. September 2018, dem Tag der öffentlichen Bekanntmachung der entsprechenden Hauptsatzungsänderung, ersetzte die Bezeichnung Stadtbezirk die ursprüngliche Bezeichnung Ortsamtsbereich. Entsprechend wurden aus Ortsbeirat, Ortsamt und Ortsamtsleiter die neuen Bezeichnungen Stadtbezirksbeirat, Stadtbezirksamt und Stadtbezirksamtsleiter.

## Gliederung
Der Stadtbezirk Altstadt gliedert sich in folgende sieben statistische Stadtteile:
- Innere Altstadt, der historische Stadtkern Dresdens
- Pirnaische Vorstadt
- Seevorstadt-Ost/Großer Garten mit Strehlen-Nordwest, bestehend aus dem Großen Garten und der östlichen Seevorstadt mit der Prager Straße
- Wilsdruffer Vorstadt/Seevorstadt-West, bestehend aus der westlichen Seevorstadt und der Wilsdruffer Vorstadt
- Friedrichstadt
- Johannstadt-Nord
- Johannstadt-Süd

Der Stadtbezirk erstreckt sich im Wesentlichen auf Gebiete der Gemarkungen Friedrichstadt sowie Altstadt I und II.

## Politik
Die Sitzverteilung im Stadtbezirksbeirat richtet sich nach der Stimmverteilung bei der Stadtratswahl im Stadtbezirk.
| Stadtbezirksbeiratswahl Altstadt 2024Wahlbeteiligung: 64,6 % 20100 12,6 %17,9 %17,8 %18,6 %11,3 %4,7 %6,2 %3,0 %4,0 %1,6 %1,4 %0,9 % LinkeGrüneCDUAfDSPDFDPTZ/BS24gPARTEIPiratenFSFBDkDissDDAnmerkungen:g Team Zastrow/Bündnis Sachsen 24k Freie Bürger Dresden | Sitzverteilung im Stadtbezirksbeirat Altstadt seit 2024Insgesamt 21 Sitze - Linke: 3 - Grüne: 4 - Piraten: 1 - PARTEI: 1 - SPD: 2 - FDP: 1 - TZ/BS24: 1 - CDU: 4 - AfD: 4 |

### Sitzverteilung seit 2004
| Jahr | Linke | Grüne | CDU | AfD | SPD | FDP | FBD | Piraten | Sonstige                  | Gesamt |
| ---- | ----- | ----- | --- | --- | --- | --- | --- | ------- | ------------------------- | ------ |
| 2004 | 6     | 2     | 4   | –   | 2   | 1   | –   | –       | VoSo, NB: je 1            | 17     |
| 2009 | 4     | 2     | 5   | –   | 2   | 2   | 1   | –       | NPD: 1                    | 17     |
| 2014 | 5     | 2     | 5   | 1   | 3   | 1   | 1   | 1       | –                         | 19     |
| 2019 | 5     | 4     | 4   | 3   | 2   | 1   | –   | –       | –                         | 19     |
| 2024 | 3     | 4     | 4   | 4   | 2   | 1   | –   | 1       | Die Partei, TZ/BS24: je 1 | 21     |

### Wahlen
Bei den Stadtratswahlen wird der Stadtbezirk Altstadt folgenden beiden Wahlkreisen zugeordnet:
- Wahlkreis 1 – Großer Garten, Innere Altstadt, Johannstadt, Pirnaische Vorstadt, Seevorstadt-Ost
- Wahlkreis 2 – Friedrichstadt, Plauen, Seevorstadt-West, Südvorstadt, Wilsdruffer Vorstadt

## Entwicklung der Einwohnerzahl

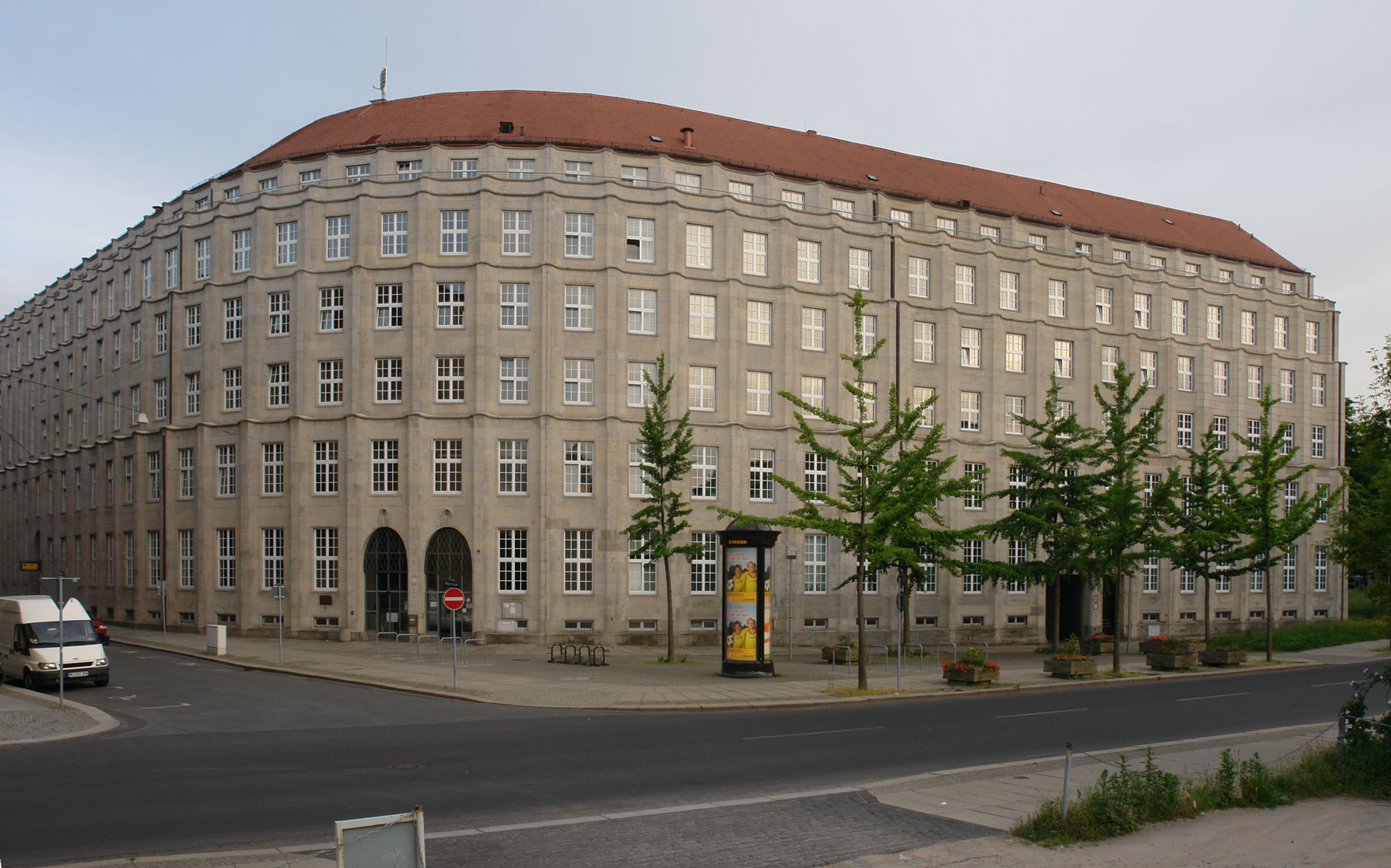
Stadthaus Dresden

| Jahr | Einwohner |
| ---- | --------- |
| 1990 | 57.602    |
| 1992 | 56.698    |
| 1994 | 55.836    |
| 1995 | 55.200    |
| 1996 | 54.065    |
| 1998 | 51.975    |
| 2000 | 48.911    |
| 2001 | 47.872    |
| 2002 | 47.809    |
| 2003 | 47.811    |

| Jahr | Einwohner |
| ---- | --------- |
| 2004 | 47.625    |
| 2005 | 48.651    |
| 2006 | 49.432    |
| 2007 | 50.337    |
| 2008 | 51.045    |
| 2009 | 51.360    |
| 2010 | 51.925    |
| 2011 | 52.777    |
| 2012 | 53.201    |
| 2013 | 53.667    |

## Stadtbezirksamt
Das Stadtbezirksamt Altstadt hat seinen Sitz im Stadthaus Dresden an der Theaterstraße im Stadtteil Wilsdruffer Vorstadt.